# Der König und der Puppenmacher
Der König und der Puppenmacher ist eine Erzählung von Wolfgang Jeschke, die erstmals 1961 publiziert wurde und wie das Gesamtwerk des Autors dem Genre Science Fiction zugeordnet wird. Sprachlich und von den handelnden Personen betrachtet entspricht es eher einem klassischen Märchen.

## Handlung
Die Erzählung beginnt mit einem Zwiegespräch zwischen einem (nicht benannten) König und seinem Minister für persönliche Sicherheit und Futurologie namens Collins. Der König wirft letzterem vor, nicht genügend für seinen Schutz gesorgt zu haben. Im Weiteren ergibt sich, dass das Gespräch in ferner Zukunft, in ca. 12.000 Jahren geführt wird und der König Herrscher über das irdische und 3 weitere Sonnensysteme im Umkreis von 20 Lichtjahren ist. Die Befürchtungen des Königs sind durch Gefahren aus der Möglichkeit der Zeitreise begründet, zumal einzelne, kürzere oder längere Zeitabschnitte nicht durch die vom König installierte Zeitpatrouille inspiziert werden können, weil diese Abschnitte von einer unbekannten, evtl. in der Zukunft existierenden Macht aus unbekannten Gründen gesperrt sind und ein solcher Abschnitt unmittelbar bevorsteht. Hier befürchtet der König einen Anschlag mit Hilfe einer Spielzeugpuppe, die nach dem gesperrten Zeitabschnitt im eigentlich hermetisch gesperrten Palast auftaucht.
Der kritische Abschnitt naht und die Nervosität des Königs steigert sich ins Unerträgliche, aber unmittelbar nach dem nur 10 Sekunden dauernden Zeitsiegel ist der König plötzlich wie ausgewechselt und spielt mit der mittelalterlichen mechanisch betriebenen Puppe. Dem konsternierten Sicherheitsminister erzählt der König nun mehrere kurze Geschichten, von denen die ersten sich an Abenden in einer Kleinstadt in Süddeutschland während des Dreißigjährigen Krieges zutragen. Mehrmals treffen Unbekannte mit einer Kutsche in dem Ort ein, besuchen teilweise den örtlichen Uhrmacher namens Weisslinger, richten später Tumult bei der Verfolgung einer mechanischen Puppe an. Der König kritisiert Collins wegen des hanebüchenen Vorgehens seiner Mitarbeiter, die beinahe Zeitfrakturen verursacht hätten.
Im Weiteren kommt heraus, dass ein Palastmitarbeiter, aus einem alten Kolonistengeschlecht, Jahre zuvor im Dienste des Palastes des Vaters des jetzigen Königs stehend, eine Zeitmaschine erfunden hatte, die nach seinem Tod von den beiden Königssöhnen weiterbenutzt wurde. Der jüngere der Brüder hatte dann den älteren und Thronfolger absichtlich so weit in die Vergangenheit geschickt, dass dieser ohne fremde Hilfe dort stranden musste. Er landet dort inmitten der Kriegswirren des dreißigjährigem Kriegs, wo er sich durchschlägt, eine falsche Identität annimmt und sich als Uhrmacher niederlässt.
Um seinen Thron anstelle seines Bruders einzunehmen, spannt er Collins ein, das waghalsige Unterfangen gelingt.

## Ausgaben
- 1961: in Munich Round-Up, Nr. 43 (Beilage)
- 1970: Der Zeiter (Sammelband), erweiterte Neuauflage 1978 – ISBN 3-926126-65-5
- 2006: Der Zeiter, überarbeitete und erweiterte Neufassung, mit einem Vorwort von Andreas Eschbach – ISBN 978-3-926126-65-8
- 2015: E-Book – ISBN 978-3-641-13616-1

## Hörspielfassung
- 1975: Der König und der Puppenmacher – Bearbeitung (Wort): Mechthild Zschau, Komposition und Regie: Dieter Hasselblatt (Hörspielbearbeitung, Science-Fiction-Hörspiel – BR, Erstsendung: 3. Oktober 1975, Laufzeit: 70'16 Minuten)
  - Sprecher: Martin Hirthe (König/Weißlinger), Bodo Primus (Collins/Fremder), Jochen Kuhl (1. Zeitwächter), Fridolin Eppe (2. Zeitwächter), Dorle Mörbitz (3. Zeitwächter), Leberecht Honig (4. Zeitwächter) und Horst Breitenfeld (Wirt)[1]

## Übersetzungen
- 1970 The King and the Dollmaker (englisch); Neuausgabe 1997 im Sammelband „The Science Fiction century“ (Hrsg. William Gibson), ISBN 978-0-9658501-3-1